# Balázs Farkas (Squashspieler)
Balázs Farkas (* 2. April 1997 in Tatabánya) ist ein ungarischer Squashspieler.

## Karriere
Balázs Farkas begann seine professionelle Karriere im Jahr 2017 und gewann bislang zehn Titel auf der PSA World Tour. Seine höchste Platzierung in der Weltrangliste erreichte er mit Rang 33 am 20. Januar 2025. Mit der ungarischen Nationalmannschaft nahm er mehrfach an Europameisterschaften teil. Im Einzel erreichte er 2017 das Achtelfinale und vertrat Ungarn im selben Jahr außerdem bei den World Games, wo er in der ersten Runde ausschied. Von 2018 bis 2024 wurde er siebenmal in Folge ungarischer Meister.
Bei den World Games 2025 gewann er nach einer Finalniederlage gegen Victor Crouin die Silbermedaille.

## Erfolge
- Gewonnene PSA-Titel: 10
- Ungarischer Meister: 7 Titel (2018–2024)
- World Games: 1 × Silber (2025)